# 사천 신벽동 지석묘
사천 신벽동 지석묘(泗川 新碧洞 支石墓)는 경상남도 사천시 신벽동 신벽마을 국도 3호선 산쪽으로 약 50m가량 오르는 논밭 가운데 있는 청동기시대의 지석묘이다. 1977년 12월 28일 경상남도의 기념물 제39호 신벽동 지석묘로 지정되었다가, 2018년 12월 20일 현재의 명칭으로 변경되었다.

## 개요
지석묘는 청동기시대의 대표적인 무덤으로 고인돌이라고도 부르며, 주로 경제력이 있거나 정치권력을 가진 지배층의 무덤으로 알려져 있다.
우리나라의 고인돌은 4개의 받침돌을 세워 돌방을 만들고 그 위에 거대하고 평평한 덮개돌을 올려놓은 탁자식과, 땅 속에 돌방을 만들고 작은 받침돌을 세운 뒤 그 위에 덮개돌을 올린 바둑판식으로 구분된다.
경상남도 사천시 신벽동 고인돌은 와룡산에서 서쪽으로 뻗어내린 능선 끝자락 구릉지역에 있다. 이곳에는 현재 김해 김씨의 문중 무덤이 있는데, 이 무덤 주위에 모두 5기의 고인돌이 일정한 간격으로 늘어서 있다.
이곳의 고인돌은 보존 상태가 양호한 편으로 커다란 덮개돌 아래에 작은 받침돌을 고인 바둑판식이다. 덮개돌은 길이 4m, 너비 3m 정도의 크기인데, 발굴조사가 이루어지지 않아 정확한 하부구조는 알 수 없다. 주변의 밭과 과수원에도 10여기의 고인돌이 분포되어 있는데, 덮개돌의 길이가 0.9m, 너비가 0.8m 정도의 작은 크기로 신벽동 고인돌과 구분된다.
크고 작은 고인돌이 골고루 분포되어 있기 때문에 청동기시대의 묘제와 사회구조 연구에 좋은 자료이다.

## 참고 자료
- 신벽동지석묘 - 국가유산청 국가유산포털
- 이 문서에는 다음커뮤니케이션(현 카카오)에서 GFDL 또는 CC-SA 라이선스로 배포한 글로벌 세계대백과사전의 내용을 기초로 작성된 글이 포함되어 있습니다.